# Манбидж
Манбидж (на арабски: منبج; на кюрдски: Membic) е град в северната част на Сирия, в мухафаза Халеб. Населението му към 2012 година е 78 255 души.

## Население
| 1960 | 1970   | 1981   | 1988   | 2003   | 2012   |
| ---- | ------ | ------ | ------ | ------ | ------ |
| 8577 | 14 635 | 30 812 | 47 728 | 65 948 | 78 255 |

## Личности
Родени в Манбидж
- Ал Бухтури (820-897), арабски поет
- Омар Риша (1910-1990), сирийски поет и дипломат